# Преша
Преша (словен. Preša) је насељено место у општини Мајшперк, Подравска регија, Словенија.

## Историја
До територијалне реорганизације у Словенији била је у саставу старе општине Птуј.

## Становништво
У попису становништва из 2011. године, Преша је имала 86 становника.
| Број становника према пописима | Број становника према пописима | Број становника према пописима |
| ------------------------------ | ------------------------------ | ------------------------------ |
| 1991                           | 2002                           | 2011                           |
| 80                             | 76                             | 86                             |